# Aisonville-et-Bernoville
Aisonville-et-Bernoville és un municipi francès situat al departament de l'Aisne i a la regió dels Alts de França. L'any 2007 tenia 295 habitants.

## Demografia

### Població
El 2007 la població de fet d'Aisonville-et-Bernoville era de 295 persones. Hi havia 110 famílies de les quals 24 eren unipersonals (8 homes vivint sols i 16 dones vivint soles), 37 parelles sense fills i 49 parelles amb fills.
La població ha evolucionat segons el següent gràfic:
Habitants censats

### Habitatges
El 2007 hi havia 142 habitatges, 115 eren l'habitatge principal de la família, 19 eren segones residències i 8 estaven desocupats. Tots els 142 habitatges eren cases. Dels 115 habitatges principals, 97 estaven ocupats pels seus propietaris, 15 estaven llogats i ocupats pels llogaters i 3 estaven cedits a títol gratuït; 2 tenien dues cambres, 16 en tenien tres, 29 en tenien quatre i 67 en tenien cinc o més. 73 habitatges disposaven pel capbaix d'una plaça de pàrquing. A 48 habitatges hi havia un automòbil i a 57 n'hi havia dos o més.

### Piràmide de població
La piràmide de població per edats i sexe el 2009 era:
| Homes | Edats   | Dones |
| ----- | ------- | ----- |
| 0     | 95 o +  | 0     |
| 0     | 90 a 94 | 0     |
| 0     | 85 a 89 | 0     |
| 0     | 80 a 84 | 0     |
| 4     | 75 a 79 | 0     |
| 4     | 70 a 74 | 12    |
| 16    | 65 a 69 | 0     |
| 0     | 60 a 64 | 16    |
| 8     | 55 a 59 | 4     |
| 8     | 50 a 54 | 12    |
| 12    | 45 a 49 | 4     |
| 8     | 40 a 44 | 4     |
| 4     | 35 a 39 | 20    |
| 28    | 30 a 34 | 12    |
| 4     | 25 a 29 | 8     |
| 0     | 20 a 24 | 0     |
| 5     | 15 a 19 | 20    |
| 4     | 10 a 14 | 12    |
| 0     | 5 a 9   | 16    |
| 16    | 0 a 4   | 20    |

## Economia
El 2007 la població en edat de treballar era de 197 persones, 136 eren actives i 61 eren inactives. De les 136 persones actives 112 estaven ocupades (64 homes i 48 dones) i 24 estaven aturades (13 homes i 11 dones). De les 61 persones inactives 22 estaven jubilades, 13 estaven estudiant i 26 estaven classificades com a «altres inactius».

### Ingressos
El 2009 a Aisonville-et-Bernoville hi havia 113 unitats fiscals que integraven 291 persones, la mediana anual d'ingressos fiscals per persona era de 16.631 €.

### Activitats econòmiques
Dels 11 establiments que hi havia el 2007, 1 era d'una empresa alimentària, 6 d'empreses de construcció, 1 d'una empresa d'hostatgeria i restauració, 1 d'una empresa immobiliària i 2 d'empreses classificades com a «altres activitats de serveis».
Dels 4 establiments de servei als particulars que hi havia el 2009, 1 era un paleta, 1 fusteria, 1 lampisteria i 1 electricista.
L'any 2000 a Aisonville-et-Bernoville hi havia 10 explotacions agrícoles que ocupaven un total de 888 hectàrees.

## Equipaments sanitaris i escolars
El 2009 hi havia una escola maternal integrada dins d'un grup escolar amb les comunes properes formant una escola dispersa.

## Poblacions més properes
El següent diagrama mostra les poblacions més properes.